# Devil Summoner
Devil Summoner (デビルサマナー?,  Debiru Samanaa), conosciuta precedentemente con il nome di Shin Megami Tensei: Devil Summoner, è una serie di videogiochi di ruolo alla giapponese sviluppati e pubblicati da Atlus. Assieme a Persona, è uno degli spin-off della serie Megami Tensei. A differenza di quest'ultima, gli eventi non si svolgono in una Tokyo postapocalittica bensì in un mondo alternativo popolato da umani e demoni. Qui determinati essere umani, noti come evocatori demoniaci (Devil Summoner, per l'appunto), sono in grado di reclutare i demoni attraverso il GUMP, una versione modificata del COMP presente in molti Megami Tensei. Nata nel 1995 come esclusiva per il Sega Saturn, la serie è stata creata da Kouji Okada e sviluppata da diversi veterani di Atlus come Kazuma Kaneko e Shoji Meguro. Può essere considerato uno Shin Megami Tensei dai tratti investigativi. I giochi, nonostante non siano collegati cronologicamente, condividono lo stesso universo narrativo. Infatti, sono presenti diversi elementi in comune quali la presenza della famiglia Kuzunoha e dei due clan rivali, la Yatagarasu e la Phantom Society. La serie è rimasta esclusiva del Giappone fino al 2006 con l'uscita di Devil Summoner: Raidou Kuzunoha vs. the Soulless Army.

## Shin Megami Tensei: Devil Summoner

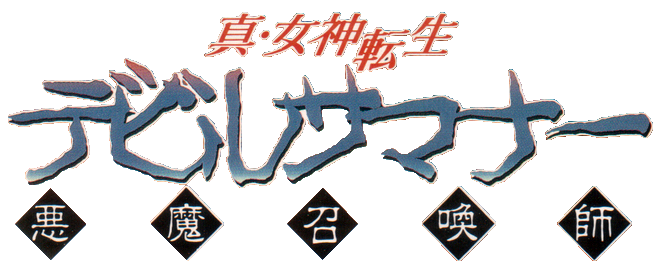

Fu il primo Megami Tensei uscito su console 32 bit. Ambientato nella città di Hirasaki, nel Giappone moderno, la storia narra le vicende di uno studente universitario ucciso dai demoni e rianimato nel corpo dell'evocatore Kyouji Kuzunoha. Assieme a Rei Reihou, partner della  Kuzunoha Detective Agency, il protagonista indagherà sulla comparsa dei demoni nella città e sulle attività di Sid Davis, l'evocatore oscuro responsabile della sua uccisione e di quella di Kuzunoha. Il gameplay riprende diversi elementi classici della serie Megami Tensei, tra cui la navigazione in prima persona nei dungeon, le battaglie a turni e la negoziazione con i demoni. Tuttavia ci sono alcune differenze. Viene ampliato il sistema di conversazioni coi demoni e introdotto il Loyalty System. Maggiore è la fiducia dei demoni e più dettagliati saranno i comandi da assegnare. Al contrario, i demoni con poca fiducia avranno la tendenza a boicottare gli ordini assegnati o lasciare il party. Nel 2005 viene rilasciato un porting del gioco per PSP. Tra le novità presenti troviamo un ribilanciato del livello di difficoltà e l'aggiunta di boss e dungeon extra.

## Devil Summoner: Soul Hackers

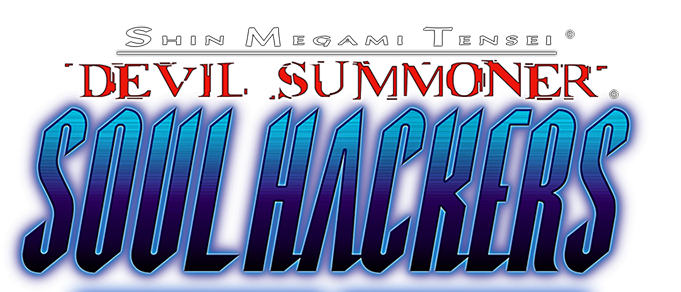

Uscito nel 1997 per Sega Saturn, a differenza del suo predecessore, Soul Hackers è ambientato in un futuro cyberpunk. Gli eventi si svolgono ad Amami City, una piccola città portuale diventata una metropoli cibernetica connessa attraverso un software di realtà virtuale noto come Paradigm X. A gestire tale rete e il relativo progetto di riqualificazione urbana è la società Algon Software Corporation. Quest'ultima, intenta a distribuire il software pure nel resto del mondo, usa la città come beta testing. Essendo ancora in versione beta, i cittadini che possono entrare dentro Paradigm X vengono scelti attraverso una lotteria. Il protagonista, membro del gruppo di hackers "Spookies", hackera i server della Algon Soft per sostituire il nome di uno dei vincitori del concorso col suo. Connesso al Paradigm X, viene assalito da una misteriosa entità e salvato prontamente da una creatura chiamata Kinap (Redman nella versione giapponese). Venuti a conoscenza del metodo per sbloccare il Demon Summoning Program, gli Spookies iniziano ad indagare la Phantom Society, una società segreta di evocatori demoniaci. Nonostante alcuni miglioramento, il comparto tecnico e il gameplay di Soul Hackers si basano essenzialmente sul precedente Devil Summoner. Nel 2012 venne realizzato un porting del gioco per Nintendo 3DS, distribuito in Europa e negli Stati Uniti nel 2013.

### Soul Hackers: Intruder
Il 30 agosto 2007, attraverso il servizio Megaten Alpha, venne rilascio Devil Summoner: Soul Hackers – Intruder. Sviluppato e pubblicato da Bbmf, è un videogioco di ruolo strategico disponibile esclusivamente per i dispositivi mobile giapponesi. Il gioco è ambientato sei mesi dopo gli eventi del gioco Devil Summoner: Soul Hackers del 1997 e segue il gruppo di hacker Spoookies e il demone Nemissa mentre si riuniscono nella città tecnologica di Amami, ormai completamente deserta.

### Soul Hackers: New Generation
Il 22 luglio 2008, sempre sul servizio Megaten Alpha, venne rilasciato un secondo gioco per cellulari: Soul Hackers – New Generation. Come il precedente, anch'esso è stato sviluppato e pubblicato da Bbmf. A differenza di Intruder, che è un sequel di Soul Hackers, New Generation non è stato ambientato in un periodo specifico del gioco. Il giocatore, nei panni di un evocatore demoniaco, combatte contro i demoni di altri evocatori, con l'obiettivo di salire di grado e diventare un maestro evocatore.

## Shin Megami Tensei: Devil Summoner: Raidou Kuzunoha vs. The Soulless Army

Nel 2006 uscì per PS2 il terzo titolo della serie, Devil Summoner: Raidou Kuzunoha vs. The Soulless Army. Si differenzia dai precedenti due titoli della serie Devil Summoner (ed in generale della serie Megami Tensei) per il fatto di adottare meccaniche action. È anche il primo titolo della serie ad essere ambientato nel passato. Gli eventi si svolgono in un alternativo Giappone dell'Era Taisho. Incaricato dall'Araldo di Yatagarasu, Raidou Kuzunoha XIV ha il compito di proteggere The Capital dai vari pericoli soprannaturali. Dopo essersi addestrato nelle montagne Shinoda, Raidou inizia a lavorare sotto copertura presso la Narumi Detective Agency. Qui riceve una richiesta d'aiuto da Kaya Daidouji, che poco dopo verrà rapita dalle forze armate del generale Munakata. Raidou con l'aiuto di Gouto, gatto che ospita lo spirito del primo Raidou Kuzunoha, comincia ad investigare. La struttura di gioco si basa essenzialmente sulla raccolta di indizi per proseguire l'avventura e sui frequenti combattimenti. Raidou non avrà particolari abilità magiche ma utilizzerà katane e pistole e sarà in grado di catturare i demoni incontrati in battaglia per poi evocarli ed usarli al suo servizio. Alcune logiche dei Megami Tensei vengono riadattate alle nuove meccaniche. Ad esempio, il reclutamento di nuovi demoni non avviene tramite contrattazione ma attraverso lo sfruttamento delle debolezze del nemico. I demoni hanno anche diverse utilità: possono essere usati per le indagini, per le fusioni e per potenziare la katana e modificarne le resistenze elementali del protagonista. Come per gli altri Devil Summoner, anche qui è importante aumentare il loro livello di fiducia, fondamentale per acquisire un maggior numero di demoni e di incrementare il parametro MAG.

## Shin Megami Tensei: Devil Summoner 2: Raidou Kuzunoha vs. King Abaddon

Il gioco è il quarto della serie Devil Summoner ed è il sequel diretto di Raidou Kuzunoha vs. the Soulless Army. Anch'esso è un gioco di ruolo d'azione per PlayStation 2. È stato rilasciato in Giappone il 23 ottobre 2008 e negli Stati Uniti il 12 maggio 2009. Anche qui il giocatore controlla Raidou Kuzunoha XIV, il giovane evocatore demoniaco incaricato di proteggere The Capital. Ritroviamo pure alcuni suoi alleati come Gotou-Douji, Shouhei Narumi e Tae Asakura. La storia inizia con la richiesta di Akane Narita, figlia del ministro delle finanze, di trovare un uomo di nome Dahn. Durante le indagini, Raidou incontra Geirin Kuzunoha XVII, un membro di un ramo separato del clan Kuzunoha, e il suo apprendista Nagi. Il gameplay è simile a quello del precedente gioco con alcune espansioni e perfezionamenti. Tra le novità introdotte, infatti, troviamo un miglioramente dell'IA dei demoni alleati e il ritorno al sistema di negoziazione dei demoni. Inoltre, i combattimenti fra nemici avvengono esclusivamente nei dungeon, rendendo The Capital priva di qualsiasi incontro casuale.

## Soul Hackers 2
Dopo 14 anni di distanza uscì Soul Hackers 2, quinto gioco della serie e primo titolo Atlus per le console di nona generazione. Il team di sviluppo fu composto da diversi membri dello staff di Tokyo Mirage Sessions ♯FE e di Etrian Odyssey tra cui Eiji Ishida, Mitsuru Hirata e Makoto Miyauchi. Il character design e la colonna sonora furono invece affidati, rispettivamente, all'artista Shirow Miwa e allo studio MONACA. Soul Hackers 2 può essere considerato un soft reboot della serie piuttosto che un vero e proprio sequel. Questo si vede anche dal titolo, dove vengono eliminati qualsiasi riferimenti alle serie di Devil Summoner e di Shin Megami Tensei. Obiettivo degli sviluppatori era infatti quello di creare un sequel in grado di attirare nuovi giocatori, pur mantenendo gli elementi classici della serie. La trama segue le vicende di Ringo e di Figue, due agenti dell'intelligenza artificiale Aion mandati sulla Terra per prevenire un'imminente apocalisse. Originariamente Ringo non doveva essere la protagonista ma un importante personaggio secondario simile a Nemissa di Soul Hackers.